# واسیلی بادانوف
واسیلی میخایلوویچ بادانوف (روسی: Васи́лий Миха́йлович Бада́нов؛ ۱۴ دسامبر ۱۸۹۵ – ۱ آوریل ۱۹۷۱) یک فرد نظامی اهل اتحاد جماهیر شوروی سوسیالیستی بود.
وی همچنین نائل به درجاتی همچون درجه لنین و درجه پرچم سرخ شده است.